# Толвуйское общество
То́лвуйское общество — сельское общество, входившее в состав Толвуйской волости Петрозаводского уезда Олонецкой губернии.

## Общие сведения
Волостное правление располагалось в селении Толвуйский погост.
В настоящее время территория общества относится к Толвуйскому сельскому поселению Медвежьегорского района Республики Карелия.

## Населённые пункты
Согласно «Спискам населённых мест Олонецкой губернии» по переписям 1873 и 1905 годов общество состояло из следующих населённых пунктов:
| №  | Населённый пункт | Расстояние до волостного правления в вёрстах | По переписи 1873 года | По переписи 1873 года | По переписи 1905 года | По переписи 1905 года |
| №  | Населённый пункт | Расстояние до волостного правления в вёрстах | Количество семей      | Всего жителей         | Количество семей      | Всего жителей         |
| -- | --- | -------------------------------------------- | --------------------- | --------------------- | --------------------- | --------------------- |
| 1  | Толвуйский погост, включает Ламбой-Наволок, Удавницкую, Луминскую, Кузнецовскую, Лахту, Саблониковскую и Власьевскую                                                                 | 0                                            | 29                    | 131                   | 33                    | 219                   |
| 2  | Масельская гора, включает Златинскую, Куропольскую, Спицинскую, Клишевскую и Тарутинскую                                                                                             | 1                                            | 18                    | 139                   | 20                    | 178                   |
| 3  | Пустоши, включает Игрежскую, Савинскую, Лебедевскую, Майсовскую, Ингустинскую, Козловскую, Носовскую и Кулатовскую                                                                   | 3                                            | 37                    | 221                   | 45                    | 305                   |
| 4  | Басинское | 4                                            | 7                     | 63                    | 12                    | 59                    |
| 5  | Слободское, включает Зажогинскую, Подрябинскую, Прошевскую, Ермаковскую и Горушку | 4                                            | 32                    | 215                   | 19                    | 162                   |
| 6  | Горушное | 5                                            |                       |                       | 25                    | 104                   |
| 7  | Заречье, включает Мироновскую, Ганковскую, Клубинскую, Огуровскую, Романовскую, Теплогинскую и Барковскую                                                                            | 3                                            | 30                    | 236                   | 42                    | 298                   |
| 8  | Речка, включает Пряницинскую и Созоновскую | 1                                            | 19                    | 141                   | 24                    | 201                   |
| 9  | Пикалев-конец, включает Пикальскую, Подгоровскую, Дровинскую, Острецовскую, Томашевскую, Плаксинскую и Андреяновскую                                                                 | 1                                            | 27                    | 179                   | 31                    | 222                   |
| 10 | Боровское, в списках 1873 года включает Загорскую и Климаковскую | 2                                            | 24                    | 173                   | 18                    | 159                   |
| 11 | Загорье | 3                                            |                       |                       | 16                    | 61                    |
|    | Падмозеро, в списках 1873 года включает Бапровскую, Гавриловскую, Списцовскую, Воронцовскую, Кузнецовскую, Елговскую, Ретинскую, Шедровскую, Самодуровскую, Ореховскую и Стайковскую |                                              | 68                    | 507                   |                       |                       |
| 12 | Северный-конец (Падмозеро) | 10                                           |                       |                       | 1                     | 7                     |
| 13 | Герасимовское (Падмозеро) | 9                                            |                       |                       | 4                     | 28                    |
| 14 | Карпинское (Падмозеро) | 9                                            |                       |                       | 17                    | 98                    |
| 15 | Стайковское (Падмозеро) | 8                                            |                       |                       | 5                     | 27                    |
| 16 | Реутинское (Падмозеро) | 8                                            |                       |                       | 10                    | 63                    |
| 17 | Еловецкое (Падмозеро) | 7                                            |                       |                       | 7                     | 39                    |
| 18 | Кузнецовское (Падмозеро) | 7                                            |                       |                       | 9                     | 54                    |
| 19 | Швецовское (Падмозеро) | 7                                            |                       |                       | 5                     | 40                    |
| 20 | Гавриловское (Падмозеро) | 6                                            |                       |                       | 12                    | 90                    |
| 21 | Воронцовское (Падмозеро) | 7                                            |                       |                       | 3                     | 18                    |
| 22 | Загорье Падмозерское | 8                                            |                       |                       | 7                     | 48                    |
| 23 | Бережное | 8                                            |                       |                       | 11                    | 97                    |
| 24 | Воронинское (Толщиковская) | 6                                            | 18                    | 76                    | 14                    | 105                   |
| 25 | Белохинское (Киселевская) | 7                                            | 16                    | 98                    | 24                    | 141                   |
| 26 | Кривоноговское | 6                                            | 7                     | 65                    | 11                    | 59                    |
| 27 | Лебещина, включает Лебяжью Матку, Норзуевскую и Пикалевскую | 5                                            | 12                    | 89                    | 19                    | 45                    |
| 28 | Шитики (Шитикова), включает Шитиковскую и Загинскую | 6                                            | 16                    | 112                   | 7                     | 32                    |
| 29 | Рубцово | 4                                            |                       |                       | 4                     | 26                    |
| 30 | Засележье | 6                                            |                       |                       | 7                     | 24                    |
| 31 | Калгас-губа | 6                                            |                       |                       | 1                     | 5                     |
| 32 | Загубье, включает Гомячевскую, Часовенскую, Чунговскую, Онемовскую, Нурас-Наволок, Козьмину Гору и Грибановскую                                                                      | 3                                            | 37                    | 280                   | 54                    | 312                   |
| 33 | Обалковское, включает Печегу и Калгорубу | 6                                            | 7                     | 46                    | 9                     | 51                    |
| 34 | Долгая нива (Долгоянова, или Корба) | 5                                            | 13                    | 127                   | 23                    | 132                   |
| 35 | Юлмаки, включает Аникину, Федькинскую, Чеговскую, У Коротких, Ультову, Абрамовскую, Мироновскую, Новожиловскую, Углорозеро и Медные Ямы                                              | 5                                            | 24                    | 203                   | 40                    | 267                   |
| 36 | Царево | 6                                            | 4                     | 37                    | 10                    | 76                    |
| 37 | Тарутинское | 1                                            | 7                     | 34                    | 5                     | 33                    |
| 38 | Русиновское | 5                                            |                       |                       | 8                     | 58                    |

## Религия
За православной общиной на территории общества — Толвуйским приходом Петрозаводского благочиния — числились следующие культовые постройки:
- Церковь Святого Георгия в Толвуе — каменная постройка 1878 года,  Объект культурного наследия № 1001459000№ 1001459000.
- Часовня святителей Кирилла и Афанасия и Преображения в Лебещине — деревянная постройка 1805 года, разобрана в 1943 году.
- Часовня преподобного Варлаама Хутынского в Шитиках — деревянная постройка 1873 года, разобрана в 1943 году.
- Часовня преподобных Зосимы и Савватия в Загубье — деревянная постройка 1717 года, разобрана после войны, воссоздана в 2004 году.
- Часовня Святого Духа и трёх святителей в Боровском — деревянная постройка 1791 года, не сохранилась.
- Часовня святителя Модеста, Патриарха Иерусалимского в Заречье — деревянная постройка 1800 года, не сохранилась.
- Часовня Покрова Богородицы в Прошевской — деревянная постройка 1868 года, не сохранилась.
- Часовня воздвижения Святого Креста в Юлмаках — деревянная постройка 1810 года, не сохранилась.

Также до 1899 года к Толвуйскому приходу относился Падмозерский куст деревень с церковью Святого Дмитрия Солунского в Падмозере, впоследствии выделенный в отдельный — Падмозерский — приход. Церковь представляла собой деревянную постройку, воздвигнутую не ранее 1882 года на месте часовни-предшественницы. Не сохранилась.